# Höcklingsen
Höcklingsen ist als ein Teil der ehemals selbstständigen Gemeinde Becke seit der kommunalen Neuordnung vom 1. Januar 1975 ein Ortsteil der Stadt Hemer. Die Siedlung liegt im Westen der Becke an der heutigen Bundesstraße 7 und grenzt so an Niederhemer.

## Geschichte
Höcklingsen wurde erstmals um 1370 mit Alefe van Bredenole mit dem hove to Hoykelinchusen in der Lehnrolle Limburg-Styrum erwähnt. Um 1380 war Alberte den Wreden Lehnsnehmer des Hofes. Bis in das 17. Jahrhundert wurde der Ort auch Hoecklinghausen oder Hocklinghusen genannt. 1737 dann erstmals Höcklingsen genannt. Der Ortsname kann als „bei den Häusern der Leute des Hukil(i)“ gedeutet werden.
Höcklingsen gehörte früher zur Bauerschaft Mesterscheid. Laut dem Schatzbuch der Grafschaft Mark von 1486 hatte Hockelinckhuys in der Bauerschaft Meesterssche eine Abgabe von zwei Goldgulden zu leisten.
Im Jahre 1612 verlehnte Gräfin-Witwe Magdalena zu Bentheim-Tecklenburg-Steinfurt Gut Hocklinghausen an Diederich Ovelacker zum Grimberg und Hemer, Drost der Ämter Altena und Iserlohn. Ab 1633 kam das Gut im Erbgang an die Familie von Wachtendonk und von Ende des 17. Jahrhunderts bis Anfang des 19. Jahrhunderts war Haus Höcklingsen in Besitz der Familie Brabeck zu Letmathe. Nach ihnen gehörte es der Familie Löbbecke. Diese ließ in Zeiten der Industrialisierung auch eine der ersten maschinell betriebenen Papierfabriken Preußens als Ersatz für eine alte Papiermühle in Höcklingsen errichten.
Ab 1912 wurde Höcklingsen Halte- und Endpunkt der Straßenbahnlinie Hohenlimburg-Iserlohn-Hemer. Wegen der parallel verlaufenden Bahnverbindung zwischen Iserlohn und Menden wurde die Straßenbahn aber schon 21 Jahre später wieder eingestellt. Die nächste Haltestelle lag danach in Oese.